# CIA - Un uomo nel mirino
CIA - Un uomo nel mirino (Classified) é un film statunitense del 2024 diretto da Roel Reiné.

## Trama
Un killer professionista della CIA di nome Evan Shaw riceve gli ordini dall'agenzia e sua figlia perduta Kacey, adesso agente dell'MI6 britannico lo rintraccia per dirgli che il suo vecchio capo della CIA é morto da tempo.